# 雁ヶ谷駅
雁ヶ谷駅（かりがやえき）は、かつて滋賀県伊香郡余呉村柳ヶ瀬（現・長浜市余呉町柳ヶ瀬）に存在した日本国有鉄道（国鉄）柳ヶ瀬線の駅（廃駅）である。

## 歴史
- 1922年（大正11年）
  - 3月15日：国有鉄道北陸本線の雁ヶ谷信号所（かりがたにしんごうじょ）として開設[2]。
  - 4月1日：雁ヶ谷信号場に変更[1]。
- 1957年（昭和32年）10月1日：木ノ本 - 敦賀間の現行線開通に伴い、柳ヶ瀬線に所属線を変更[3]。同時に雁ヶ谷駅（旅客駅）に昇格[3]。気動車の旅客のみを取り扱う駅員無配置駅[3]。
- 1964年（昭和39年）5月11日：柳ヶ瀬線廃線に伴い廃止[1]。

## 駅構造
雁ヶ谷信号場時代は、待避線、側線を含む3線構造。柳ヶ瀬トンネル雁ヶ谷ポータルに設置されていた、排気調節用の隧道幕の管理を行っていた。
柳ヶ瀬線となった際は、一閉塞区間となったため信号場の役目は無くなったが、引き続き柳ヶ瀬トンネルの管理の意味もあり、駅に昇格した。1面1線のホームを有していた。沿線人口の希薄な地域にあったが、通勤・通学時には2、3両の気動車に定員の3倍が詰め込まれるような状況で、無人駅でありながら待合室には火鉢も置かれていた。

## 利用状況
周囲に大規模な集落は存在しないが、余呉町椿坂や余呉町中河内の住人が利用した。
| 年度               | 1日平均乗車人員 |
| ------------------ | --------------- |
| 1957年（昭和33年） | 22              |
| 1958年（昭和34年） | 44              |
| 1959年（昭和35年） | 46              |
| 1960年（昭和36年） | 43              |

## 駅跡地
大幅に造成され原型は留めていない。柳ヶ瀬トンネル雁ヶ谷ポータル部分のみが辛うじて北陸道と旧線路盤を元に拡幅された北国街道に挟まれた谷間に残存している。なお、駅の周囲には民家もほとんどない。

## 隣の駅
日本国有鉄道
柳ヶ瀬線
柳ヶ瀬駅 - 雁ヶ谷駅 - 刀根駅